# محمد عسیری
محمد عسیری (عربی: محمد عسيري؛ زادهٔ ۱۸ اکتبر ۱۹۹۲) یک ورزشکار اهل عربستان سعودی است.